# Ole Thorups Stiftelse
Ole Thorups Stiftelse var en stiftelse i Thorupsgade 6-8 på Nørrebro i København, oprettet af kancelliråd Ole Thorup ved fundats af 17. april 1859, konfirmeret 5. september 1870 for aldrende såvel ugifte personer som ægtefolk, enker og enkemænd med fribolig eller bolig for billig leje.
Ejendommen var i 5 etager og havde 40 lejligheder, hvoraf 31 friboliger og 9 boliger til modereret leje. Stiftelsens bestyrelse på 3 medlemmer var selvsupplerende.
Stiftelsen blev lukket i 1975 og overtaget af Københavns Kommune, der i forbindelse med saneringen af den sorte firkant rev bygningerne ned og i 1978 opførte plejehjemmet Thorupgården på grunden.